# Berzo Inferiore
Pour les articles homonymes, voir Berzo.
Berzo Inferiore est une commune italienne de la province de Brescia dans la région Lombardie en Italie. 

## Géographie

### Hameaux
- Inol

### Communes limitrophes
Bienno, Bovegno, Cividate Camuno, Esine

## Administration
| Période              | Période  | Identité         | Étiquette                       | Qualité |
| -------------------- | -------- | ---------------- | ------------------------------- | ------- |
| 2018 (second mandat) | En cours | Ruggero Bontempi | liste civique Insieme per Berzo |         |

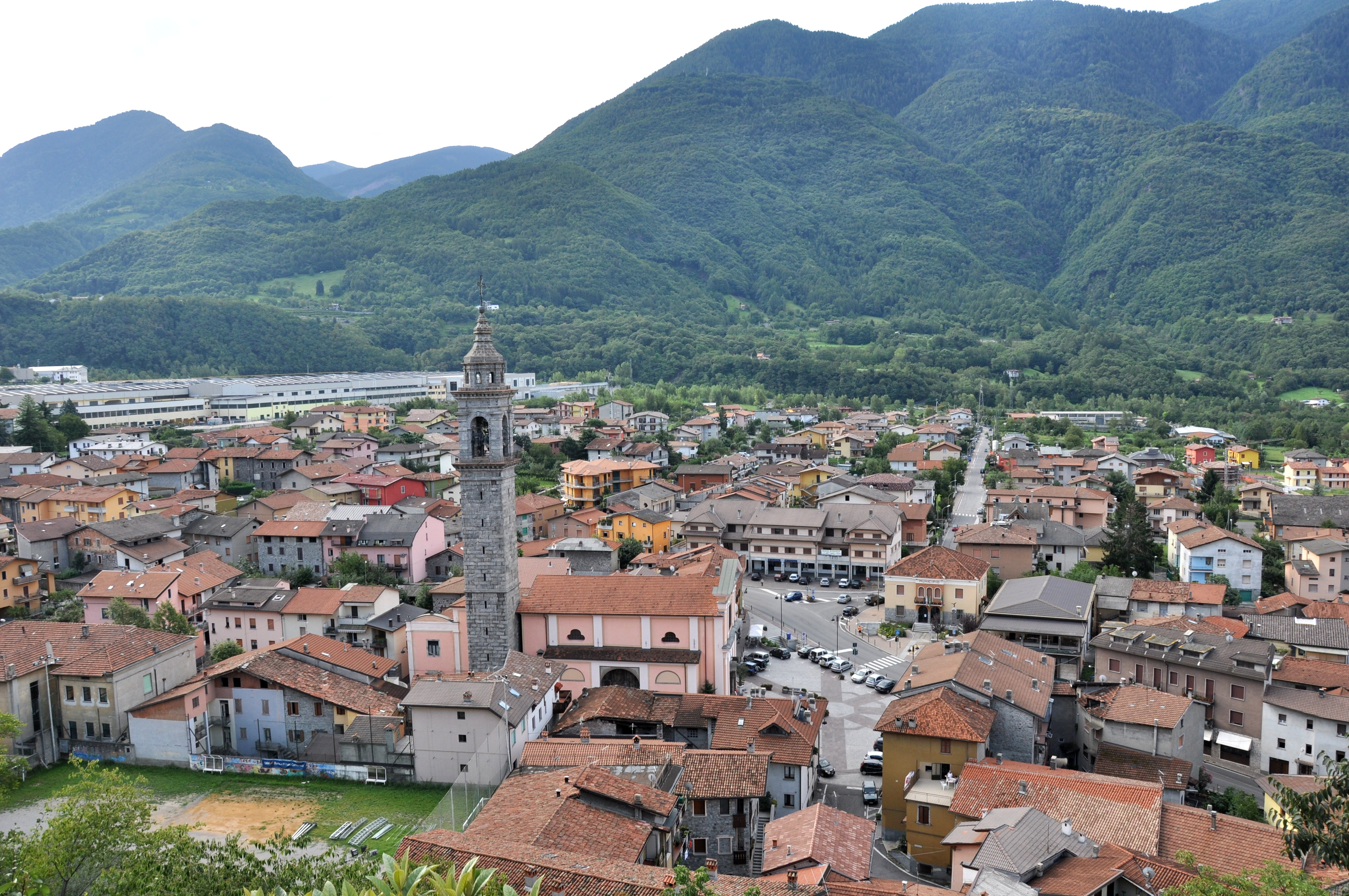
Vue générale sur la ville.
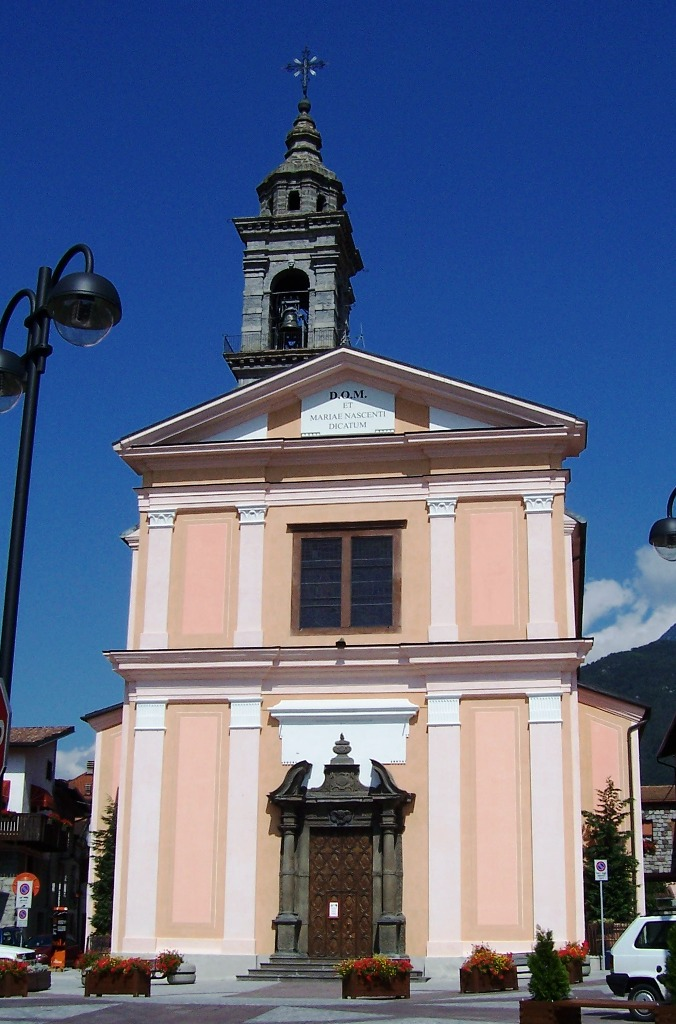
L'église de la Nativité-de-la-Vierge-Marie.